# 李鱓
李鱓（1686年—1762年），字宗扬，号复堂，又号懊道人、衣白山人、木头老子、滕薛大夫、中洋氏，江苏兴化人。清朝官員、畫家。

## 生平
康熙五十年举人，康熙五十三年以绘画召为内廷供奉，但因不愿受“正统派”画风束缚而被排挤出来。乾隆三年以出任山东滕县知县，“以忤大吏罢归”。在“两革科名一贬官”之后，在扬州卖画为生。与郑燮关系密切。

## 繪畫
李鳝在扬州从石涛笔法中得到启发，遂以破笔泼墨作画，风格为之大变，形成自己任意挥洒，“水墨融成奇趣”的独特风格，他喜欢在画上作长文题跋，字迹参差错落，使画面十分丰富，其作品对晚清花鸟画有较大的影响。为“扬州八怪”之一。

## 作品

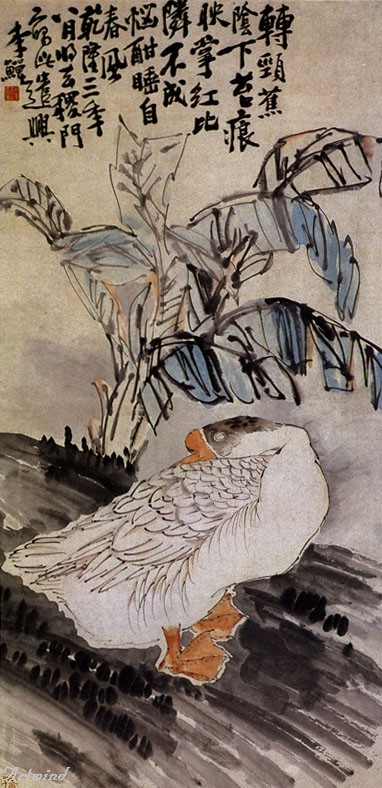
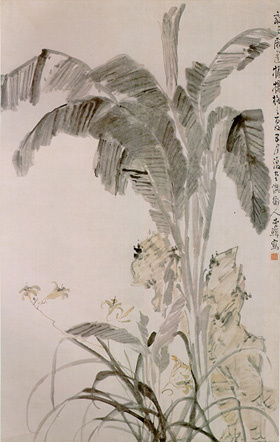
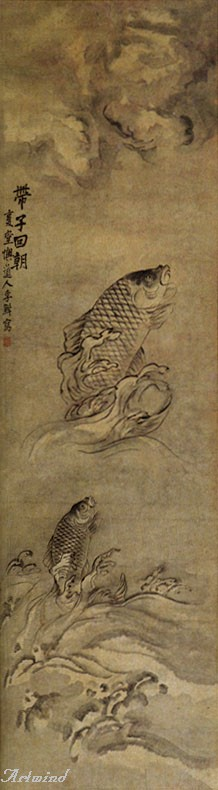
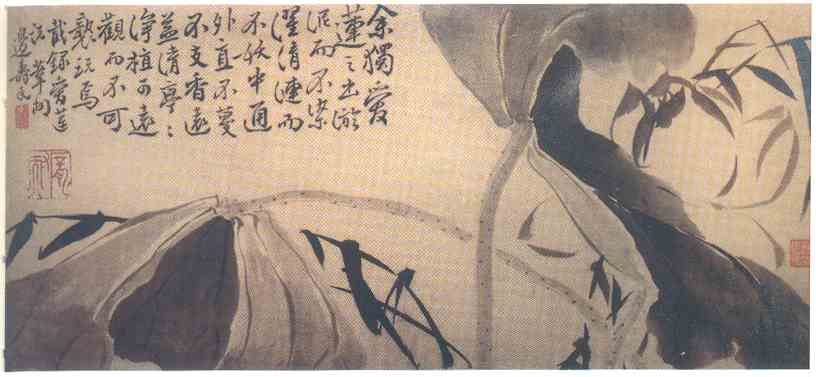
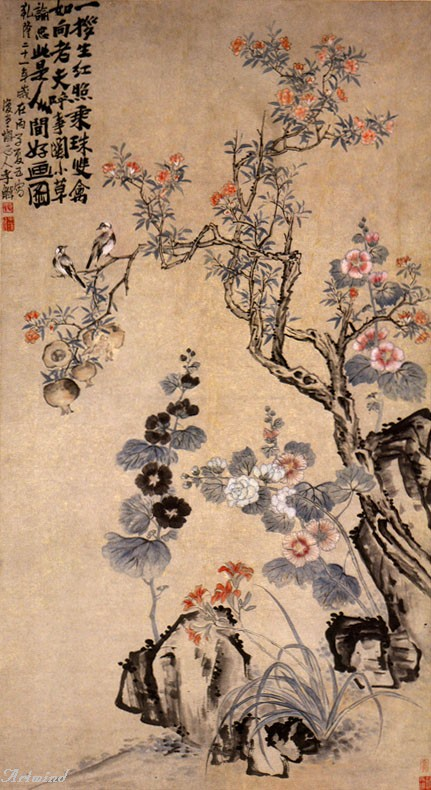
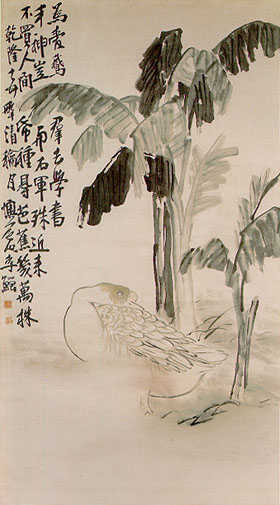